# Traces de sang
Pour plus de détails, voir Fiche technique et Distribution.
Traces de sang (Traces of Red) est un film américain réalisé par  Andy Wolk (en), en 1992.

## Synopsis
Jack Dobson, inspecteur à la criminelle de Palm Beach, est transporté dans une ambulance mortuaire, une balle de 9 mm dans la poitrine. Pour Jack, tout avait commencé quelques mois plus tôt. En effet, lors d'un repas, Michael son frère, annonce à la tablée qu'il va se présenter aux sénatoriales. Jack peu après intervient auprès d'un client qui s'en prenait à la serveuse. La soirée finie, Jack retrouve Morgan, la serveuse sur le parking et comme c'est un homme à femmes, il passe la nuit avec elle. Le lendemain matin, il la dépose chez elle avant de se rendre au tribunal où il doit témoigner contre un certain Tony soupçonné du meurtre d'une call-girl. Sur place il y retrouve Steve son jeune coéquipier. Après avoir témoigné, Jack et Steve sortent du tribunal pour découvrir la voiture de Jack vandalisée. Comme il avait reçu une lettre anonyme dans laquelle on le menaçait  il en déduit que c'est Minnesota, le frère de Tony, qui a fait le coup. Aidé de Steve, ils font une descente dans un bar louche pour attraper Minnesota, qui une fois interpellé jure au grand dam qu'il n'est responsable ni des lettres, ni du vandalisme. De retour chez lui, Jack retrouve Ellen Schofield, l'attachée de presse de son frère, avec qui il a une liaison. Le lendemain Jack reçoit de nouveau une lettre anonyme, et le même soir Morgan se fait assassiner chez elle dans les mêmes circonstances que la call-girl, pour laquelle Jack venait de témoigner. 

## Fiche technique
- Titre original : Traces of Red
- Titre français : Traces de sang
- Titre québécois : Baisers mortels à Palm Beach
- Pays de production :  États-Unis
- Année : 1992
- Réalisation :  Andy Wolk (en)
- Production : The Samuel Goldwyn Company
- Scénario : Jim Piddock
- Musique : Graeme Revell
- Langue : anglais
- Format : Couleur
- Ratio : 1.85 : 1
- Son : Dolby
- Genre : Thriller
- Durée : 105 minutes
- Dates de sortie : 
  - États-Unis : 11 novembre 1992
  - France : 21 juillet 1993
- Budget : inconnu
- Recette : inconnu

## Distribution
- James Belushi (VF : Jacques Frantz ; VQ : Hubert Gagnon) : Inspecteur Jack Dobson
- Lorraine Bracco (VQ : Geneviève De Rocray) : Ellen Schofield
- Tony Goldwyn (VQ : Jean-Luc Montminy) : Inspecteur Steve Frayn
- William Russ (VQ : Jean-Marie Moncelet) : Michael Dobson
- Faye Grant (VQ : Élizabeth Lesieur) : Beth Frayn
- Michelle Joyner (VQ : Élise Bertrand) : Morgan Cassidy
- Joe Lisi : Lieutenant J.C. Hooks
- Victoria Bass (VQ : Hélène Mondoux) : Susan Dobson
- Edgar Allan Poe IV : Ian Wicks
- Will Knickerbocker : Tommy Hawkins
- Danny Kamin : Le procureur Dan Ayeroff
- Melanie Tomlin (VQ : Anne Bédard) : Amanda
- Jim Piddock (VQ : Luis de Cespedes) : M. Martyn
- Ed Amatrudo (en) : Emilio

## Autour du film
- C'est le troisième film dans lequel Jacques Frantz assure la VF de James Belushi après Filofax, et Monsieur Destinée et avant  Super papa.

## Distinction

### Nomination
- Razzie Awards 1993 :
  - Pire actrice pour Lorraine Bracco[1]